# Thomas Palaser
Pour les articles homonymes, voir Thomas Palaser.
Thomas Palaser, né à Ellerton-upon-Swale, North Riding dans le Yorkshire et mort à Durham le 9 août 1600 est un prêtre catholique anglais arrêté et exécuté sous le règne d'Élisabeth Ire.

## Biographie
Nous ne savons que peu de chose sur l'histoire de Thomas Palaser si ce n'est qu'il fit sa théologie au Collège anglais de Valladolid entre 1592 et 1596. Il est ordonné prêtre au terme de ses études. Il est arrêté quasiment à son retour en Angleterre alors qu'il célèbre la messe chez un dénommé John Norton pour lui et sa femme. Emprisonné il est jugé et condamné à mort. Il est supplicié le même jour avec John Norton et John Talbot, un autre laïc qui l'assistait au quotidien. Il subit le supplice réservé aux traîtres à savoir pendaison, éviscération et écartèlement.

## Vénération
Déclaré bienheureux par Jean-Paul II en 1987 Thomas Palaser fut l'un des Quatre-vingt-cinq martyrs d'Angleterre et de Galles béatifiés par ce dernier. Figurant aussi dans la liste des dits martyrs de Douai il est fêté le 8 septembre.